# Hanriot HD.7
Hanriot HD.7 là một mẫu thử máy bay tiêm kích của Pháp trong thập niên 1910.

## Tính năng kỹ chiến thuật
Đặc điểm tổng quát
- Kíp lái: 1
- Chiều dài: 7.20 m (23 ft 7½ in)
- Sải cánh: 9.80 m (32 ft 1⅝ in)
- Chiều cao: 3.00 m (9 ft 10 in)
- Diện tích cánh: 28.00 m2 (301.39 ft2)
- Trọng lượng rỗng: 1230 kg (2712 lb)
- Trọng lượng có tải: 1900 kg (4189 lb)
- Powerplant: 1 × Hispano-Suiza 8Fb, 224 kW (300 hp)

Hiệu suất bay
- Vận tốc cực đại: 218 km/h (135 mph)
- Tầm bay: 900 km (559 dặm)

Vũ khí trang bị
- 2 x súng máy Vickers.303 in